# Corazones al límite (banda sonora)
Corazones al Límite es la banda sonora de la telenovela del mismo nombre, producida por Nicandro Díaz y Roberto Hernández Vázquez.

## Información
El disco de la telenovela contiene 13 temas interpretados por parte del elenco, como Sherlyn, Miguel Ángel Biaggio, Daniel Habif, entre otros, incluyendo el tema principal de la telenovela Vivir interpretado por Belinda.
Varias de las canciones están escritas por Alex Sirvent, quien forma parte de la trama.

## Canciones
| #   | Título                   | Intérprete(s)                                                                   | Escritor                                    | Duración |  |
| --- | ------------------------ | ------------------------------------------------------------------------------- | ------------------------------------------- | -------- |  |
| #   | Título                   | Intérprete(s)                                                                   | Escritor                                    | Duración |  |
| 01. | Vivir (Versión Acústica) | Belinda                                                                         | Belinda/Grizzly/Mack/M. Stern/Tysper        | 3:15     |  |
| 02. | Sobreviveré              | Daniel Habif                                                                    | Alex Sirvent                                | 4:28     |  |
| 03. | Volvamos A Empezar       | Mariana Sánchez/Ximena Herrera/Manuela Imaz/Paola Riquelme/Christina Pastor     | Alex Sirvent                                | 3:47     |  |
| 04. | Por Calor                | Miguel Ángel Biaggio                                                            | Alex Sirvent                                | 3:18     |  |
| 05. | Amando Así               | Paola Riquelme                                                                  | Alex Sirvent                                | 3:57     |  |
| 06. | Al Límite                | Sherlyn                                                                         | A. DeLaPerra/J. Ramírez/R. Sieres           | 3:17     |  |
| 07. | Inseparables             | Paola Riquelme/Miguel Ángel Biaggio/Alex Sirvent/Rodrigo Tejada/Daniel Berlanga | Alex Sirvent                                | 3:11     |  |
| 08. | Toma Mi Mano             | Alex Sirvent/Paola Riquelme                                                     | Alex Sirvent                                | 3:02     |  |
| 09. | Corazón, Corazón         | Ximena Herrera/Daniel Habif                                                     | Alex Sirvent                                | 3:40     |  |
| 10. | Toda la Noche            | Ricardo Margaleff                                                               | L. Mauricio Arriaga/E. Jorge Murgula        | 2:51     |  |
| 11. | Adrenalina Clandestina   | Arte Lírico                                                                     | A. Díaz/L. Hernández/D. Rodríguez/J. Roldán | 3:46     |  |
| 12. | Me Vales                 | Alex Sirvent                                                                    | Alex Sirvent                                | 3:27     |  |